# Trémery
Trémery település Franciaországban, Moselle megyében. Lakosainak száma 979 fő (2022. január 1.). Trémery Ay-sur-Moselle, Ennery, Flévy, Luttange és Rurange-lès-Thionville községekkel határos.

## Népesség
A település népessége az elmúlt években az alábbi módon változott:
| Lakosok száma | 1083 | 1068 | 1078 | 1063 | 1053 | 1047 | 1024 | 1002 | 979  |
|               | 2013 | 2015 | 2016 | 2017 | 2018 | 2019 | 2020 | 2021 | 2022 |